# Rocky III
Rocky III (prt: Rocky III; bra: Rocky III - O Desafio Supremo) é um filme americano de drama esportivo de 1982 escrito, dirigido, e estrelado por Sylvester Stallone. É a terceira parte da série de filmes Rocky, e a segunda na franquia a ser dirigida por Stallone.
O filme é co-estrelado por Carl Weathers, Burgess Meredith, Talia Shire, Burt Young e Tony Burton retomando seus papéis dos filmes anteriores. Rocky III também marca o filme estreia de Mr. T como James "Clubber" Lang, e do lutador profissional Hulk Hogan como o personagem de apoio "Thunderlips".
Rocky III é a primeira parte da série a ser distribuída pela MGM/UA em vez ser apenas pela United Artists. Em 1980, a United Artists, que possuía os direitos dos filmes Rocky, fez O Portal do Paraíso, um filme que custou 44 milhões de dólares e ganhou apenas 3 milhões. Em resposta, a dona da United Artists, a Transamerica, vendeu a United Artists para a MGM, formando MGM/UA em 1981.
O tema principal do filme, "Eye of the Tiger", escrito pelo grupo Survivor tornou-se um "single" de sucesso, superando as tabelas do Billboard dos EUA e recebendo uma indicação ao Óscar de Melhor Canção Original.

## Elenco
- Sylvester Stallone - Rocky Balboa
- Talia Shire - Adrian Balboa
- Burt Young - Paulie Pennino
- Carl Weathers - Apollo Creed
- Burgess Meredith - Mickey Goldmill
- Tony Burton - Tony "Duke" Evers
- Mr. T - James "Clubber" Lang
- Hulk Hogan - Thunderlips

## Produção
Em preparação para o filme, Stallone afirma ter reduzido a porcentagem de gordura corporal. Ele afirmou que ele comeu apenas dez claras e um pedaço de torrada por dia, tendo uma fruta a cada três dias. Seu treinamento consistiu em uma corrida de duas milhas pela manhã, seguido de duas horas de treinamento com pesos, uma soneca durante a tarde, seguida de 18 rodadas de sparring, outra seção de musculação e terminando o dia com um mergulho.

## Recepção

### Bilheteria
Rocky III foi um enorme sucesso na bilheteria e ultrapassou a de seu antecessor. O filme arrecadou US$ 16.015.408 em seu fim de semana de abertura e ganhou US$ 125.049.125 durante sua corrida teatral norte-americana, tornando-se o quarto filme de maior bilheteria de 1982; os ganhos mundiais em bilheteria totalizam cerca de 270 milhões de dólares.

### Crítica
Rocky III recebeu uma recepção geralmente positiva dos críticos. O filme detém uma classificação de 63% no site de revisão agregada Rotten Tomatoes, com uma média de 5,5 / 10. O consenso do filme diz: "Está visivelmente sujeito à lei de retornos decrescentes, mas o Rocky III ainda tem um espetáculo bastante musculoso para ficar no ringue com as melhores entradas da franquia".

## Ligações Externas
- Site Oficial